# 尾叶柞木
尾叶柞木（学名：Xylosma racemosa var. caudata）为大风子科柞木属下的一个变种。

## 扩展阅读
- 維基物種上的相關：尾叶柞木